# Raïon de Novoselovské
Le raïon de Novoselovské  (jusqu'en 1944 raïon national juif de Fraïdorf, actuellement en ukrainien : Новоселівський район) est une subdivision administrative et territoriale, créée en 1930 et dissoute en 1953, de la République socialiste soviétique autonome de Crimée puis de l'oblast de Crimée, située dans le nord-ouest de la Crimée. Son centre administratif était la ville de Novoselovské.

## Histoire
Le raïon national juif de Fraïdorf a été créé par une décision du comité central exécutif de la République socialiste soviétique autonome de Crimée du 15 septembre 1930, le début de son existence étant daté du 13 octobre 1930. La carte officielle du raïon n'a pas été publiée, mais des frontières approximatives sont indiquées dans les travaux de Iakov Pasik Histoire des colonies agricoles juives du sud de l'Ukraine et de la Crimée. 
Le 14 décembre 1944, par le décret du Présidium du Soviet suprême de la RSFSR, il est rebaptisé raïon de Novoselovské.
Il est rattaché le 25 juin 1946 à l'Oblast de Crimée  de la RSFSR, et dissous le 25 juillet 1953, avant le transfert de la Crimée à la République socialiste soviétique d'Ukraine le 26 avril 1954. 